# MTV Video Music Awards 2020
MTV Video Music Awards 2020 – trzydziesta siódma gala rozdania nagród MTV Video Music Awards, która odbyła się w niedzielę, 30 sierpnia 2020 roku jako ceremonia prowadzona głównie z One Astor Plaza (ang.), który jest siedzibą różnych obiektów telewizyjnych Paramount Global, z których jedną jest MTV, w Nowym Jorku, oraz była nadawana na kanałach MTV, MTV Music, MTV2, VH1, MTV Classic, BET, Nick at Nite, CMT, Comedy Central, Logo TV, Paramount Network, TV Land, MTV Live, BET Her i MTVU. Nominacje zostały oficjalne ogłoszone  30 lipca 2020 roku za pośrednictwem serwisów społecznościowych oraz platformy YouTube. Najwięcej, bo aż dziewięć otrzymały amerykańskie piosenkarki Lady Gaga i Ariana Grande.
Tegoroczna ceremonia ze względu na zagrożenie związane z pandemią koronawirusa odbyła się bez udziału publiczności. Z tego samego powodu organizatorzy zdecydowali się na dodanie dwóch nowych kategorii – Best Music Video From Home (najlepszy teledysk nagrany w domu) oraz Best Quarantine Performance (najlepszy występ czasów kwarantanny).
Przedstawienie było dedykowane Chadwickowi Bosemanowi, który zmarł na raka okrężnicy dwa dni przed ceremonią.

## Gala
| Wykonawca                                 | Utwór                                                                         |
| Przed właściwym show                      | Przed właściwym show                                                          |
| ----------------------------------------- | ----------------------------------------------------------------------------- |
| Jack Harlow                               | "Whats Poppin"                                                                |
| Tate McRae                                | "You Broke Me First"                                                          |
| Chloe x Halle                             | "Ungodly Hour"                                                                |
| Lewis Capaldi                             | "Before You Go"                                                               |
| Machine Gun Kelly Blackbear Travis Barker | Medley "My Ex's Best Friend" "Bloody Valentine"                               |
| Właściwe show                             |                                                                               |
| The Weeknd                                | "Blinding Lights"                                                             |
| DaBaby                                    | Medley "Peep Hole" "Blind" "Rockstar"                                         |
| Miley Cyrus                               | "Midnight Sky"                                                                |
| Maluma                                    | "Hawái"                                                                       |
| BTS                                       | "Dynamite"                                                                    |
| Lady Gaga Ariana Grande                   | Tricon Award Medley "Chromatica II" "911" "Rain on Me" Stupid Love"           |
| JP Saxe Julia Michaels                    | "If the World Was Ending" (część reklamy sponsorowanej przez markę gum Extra) |
| Doja Cat                                  | Medley "Say So" "Like That"                                                   |
| Keke Palmer                               | "Snack"                                                                       |
| CNCO                                      | "Beso"                                                                        |
| Black Eyed Peas Nicky Jam Tyga            | Medley "Vida Loca" "I Gotta Feeling"                                          |

## Nagrody i nominacje
Zwycięzcy są wymienieni jako pierwsi i wyróżnieni pogrubioną czcionką
| Teledysk roku | Piosenka roku |
| --- | --- |
| The Weeknd – "Blinding Lights" - Billie Eilish – "Everything I Wanted" - Eminem (featuring Juice Wrld) – "Godzilla" - Future (featuring Drake) – "Life Is Good" - Lady Gaga z Ariana Grande – "Rain on Me" - Taylor Swift – "The Man" | Lady Gaga z Ariana Grande – "Rain on Me" - Doja Cat – "Say So" - Billie Eilish – "Everything I Wanted" - Megan Thee Stallion – "Savage" - Post Malone – "Circles" - Roddy Ricch – "The Box" |
| Artysta roku | Zespół roku |
| Lady Gaga - Justin Bieber - DaBaby - Megan Thee Stallion - Post Malone - The Weeknd | BTS - 5 Seconds of Summer - Blackpink - Chloe x Halle - CNCO - Little Mix - Monsta X - Now United - The 1975 - Twenty One Pilots |
| Najlepszy nowy artysta w serii Push | Najlepsza współpraca |
| Doja Cat - Lewis Capaldi - Yungblud | Lady Gaga z Ariana Grande – "Rain on Me" - Black Eyed Peas (featuring J Balvin) – "Ritmo (Bad Boys for Life)" - Future (featuring Drake) – "Life Is Good" - Ariana Grande i Justin Bieber – "Stuck with U" - Karol G (featuring Nicki Minaj) – "Tusa" - Ed Sheeran (featuring Khalid) – "Beautiful People" |
| Teledysk popowy | Teledysk Hip Hop |
| BTS – "On" - Justin Bieber (featuring Quavo) – "Intentions" - Halsey – "You Should Be Sad" - Jonas Brothers – "What a Man Gotta Do" - Lady Gaga z Ariana Grande – "Rain on Me" - Taylor Swift – "Lover" | Megan Thee Stallion – "Savage" - DaBaby – "Bop" - Eminem (featuring Juice Wrld) – "Godzilla" - Future (featuring Drake) – "Life Is Good" - Roddy Ricch – "The Box" - Travis Scott – "Highest in the Room" |
| Teledysk R&B | Teledysk K-popowy |
| The Weeknd – "Blinding Lights" - Chloe x Halle – "Do It" - H.E.R. (featuring YG) – "Slide" - Alicia Keys – "Underdog" - Khalid (featuring Summer Walker) – "Eleven" - Lizzo – "Cuz I Love You" | BTS – "On" - Exo – "Obsession" - (G)I-dle – "Oh My God" - Monsta X – "Someone's Someone" - Red Velvet – "Psycho" - TXT – "9 and Three Quarters (Run Away)" |
| Teledysk latynoski | Teledysk Rock |
| Maluma (featuring J Balvin) – "Qué Pena" - Anuel AA (featuring Daddy Yankee, Ozuna, Karol G i J Balvin) – "China" - Bad Bunny – "Yo Perreo Sola" - J Balvin – "Amarillo" - Black Eyed Peas (featuring Ozuna i J. Rey Soul) – "Mamacita" - Karol G (featuring Nicki Minaj) – "Tusa" | Coldplay – "Orphans" - blink-182 – "Happy Days" - Evanescence – "Wasted on You" - Fall Out Boy (featuring Wyclef Jean) – "Dear Future Self (Hands Up)" - Green Day – "Oh Yeah!" - The Killers – "Caution" |
| Teledysk alternatywny | Teledysk nagrany w domu |
| Machine Gun Kelly – "Bloody Valentine" - The 1975 – "If You're Too Shy (Let Me Know)" - All Time Low – "Some Kind of Disaster" - Lana Del Rey – "Doin' Time" - FINNEAS – "Let's Fall in Love for the Night" - twenty one pilots – "Level of Concern" | Ariana Grande i Justin Bieber – "Stuck with U" - 5 Seconds of Summer – "Wildflower" - blink-182 – "Happy Days" - Drake – "Toosie Slide" - John Legend – "Bigger Love" - twenty one pilots – "Level of Concern" |
| Najlepszy występ czasów kwarantanny | Teledysk ze społecznym przekazem |
| CNCO – MTV Unplugged at Home - Chloe x Halle – "Do It" (zMTV Prom-Athon) - DJ D-Nice – Club MTV Presents: #DanceTogether - Lady Gaga – "Smile" (z One World: Together At Home) - John Legend – #TogetherAtHome Concert Series - Post Malone – "Nirvana Tribute" | H.E.R. – "I Can't Breathe" - Billie Eilish – "All the Good Girls Go to Hell" - Lil Baby – "The Bigger Picture" - Demi Lovato – "I Love Me" - Anderson Paak – "Lockdown" - Taylor Swift – "The Man" |
| Najlepsza reżyseria | Najlepsza scenografia i dekoracja wnętrz |
| Taylor Swift – "The Man" (reżyser: Taylor Swift) - Doja Cat – "Say So" (reżyser: Hannah Lux Davis) - Billie Eilish – "Xanny" (reżyser: Billie Eilish) - Dua Lipa – "Don't Start Now" (reżyser: Nabil Elderkin) - Harry Styles – "Adore You" (reżyser: Dave Meyers) - The Weeknd – "Blinding Lights" (reżyser: Anton Tammi) | Miley Cyrus – "Mother's Daughter" (scenograf: Christian Stone) - A$AP Rocky – "Babushka Boi" (scenograf: A$AP Rocky, Nadia Lee Cohen i Brittany Porter) - Selena Gomez – "Boyfriend" (scenograf: Tatiana Van Sauter) - Dua Lipa – "Physical" (scenograf: Anna Colomé Nogu) - Harry Styles – "Adore You" (scenograf: Laura Ellis Cricks) - Taylor Swift – "Lover" (scenograf: Kurt Gefke)                                             |
| Najlepsza choreografia | Najlepsze zdjęcia |
| BTS – "On" (choreograf: The Lab i Son Sung Deuk) - CNCO i Natti Natasha – "Honey Boo" (choreograf: Kyle Hanagami) - DaBaby – "Bop" (choreograf: DaniLeigh i Cherry) - Lady Gaga z Ariana Grande – "Rain on Me" (choreograf: Richy Jackson) - Dua Lipa – "Physical" (choreograf: Charm La'Donna) - Normani – "Motivation" (choreograf: Sean Bankhead) | Lady Gaga z Ariana Grande – "Rain on Me" (zdjęcia: Michael Merriman) - 5 Seconds of Summer – "Old Me" (zdjęcia: Kieran Fowler) - Camila Cabello (featuring DaBaby) – "My Oh My" (zdjęcia: Scott Cunningham) - Billie Eilish – "All the Good Girls Go to Hell" (zdjęcia: Christopher Probst) - Katy Perry – "Harleys in Hawaii" (zdjęcia: Arnau Valls) - The Weeknd – "Blinding Lights" (zdjęcia: Oliver Millar)                      |
| Najlepszy montaż | Najlepsze efekty specjalne |
| Miley Cyrus – "Mother's Daughter" (montaż: Alexandre Moors i Nuno Xico) - James Blake – "Can't Believe the Way We Flow" (montaż: Frank Lebon) - Halsey – "Graveyard" (montaż: Emille Aubry, Janne Vartia i Tim Montana) - Lizzo – "Good as Hell" (montaż: Russell Santos i Sofia Kerpan) - Rosalía – "A Palé" (montaż: Andre Jones) - The Weeknd – "Blinding Lights" (montaż: Janne Vartia i Tim Montana) | Dua Lipa – "Physical" (efekty specjalne: EIGHTY4 i Mathematic) - Billie Eilish – "All the Good Girls Go to Hell" (efekty specjalne: Drive Studio) - Lady Gaga z Ariana Grande – "Rain on Me" (efekty specjalne: Ingenuity Studios) - Demi Lovato – "I Love Me" (efekty specjalne: Hoody FX) - Travis Scott – "Highest in the Room" (efekty specjalne: Ingenuity Studios) - Harry Styles – "Adore You" (efekty specjalne: Mathematic) |
| Najlepsza piosenka wakacji | Everyday Heroes: Frontline Medical Workers |
| Blackpink – "How You Like That" - Cardi B (featuring Megan Thee Stallion) – "WAP" - Miley Cyrus – "Midnight Sky" - DaBaby (featuring Roddy Ricch) – "Rockstar" - DJ Khaled (featuring Drake) – "Popstar" - Doja Cat – "Say So" - Jack Harlow – "Whats Poppin" - Lil Baby (featuring 42 Dugg) – "We Paid" - Dua Lipa – "Break My Heart" - Megan Thee Stallion (featuring Beyoncé) – "Savage (Remix)" - Pop Smoke (featuring 50 Cent i Roddy Ricch) – "The Woo" - Saint Jhn – "Roses" - Saweetie – "Tap In" - Harry Styles – "Watermelon Sugar" - Taylor Swift – "Cardigan" - The Weeknd – "Blinding Lights" | - Jason "Tik Tok Doc" Campbell - Dr. Elvis Francois and Dr. William Robinson – "Imagine" - Jefferson University Hospital's Swab Squad – "Level Up" - Lori Marie Key – "Amazing Grace" - Dr. Nate Wood – "Lean on Me" |
| MTV Tricon Award | |
| Lady Gaga | |